# Видибор
Видибо́р — село в Україні, у Черняхівській селищній територіальній громаді Житомирського району Житомирської області. Кількість населення становить 653 особи (2001). У 1923—2020 роках — адміністративний центр колишньої однойменної сільської ради.

## Загальна інформація
Село розташоване за 15 км від Черняхова та 15 км від найближчої залізничної станції Горбаші.

## Населення
У 1784 році налічувалося 162 жителі, у 1863 році — 372 жителі.
За довідником 1885 року в селі мешкало 507 осіб, налічувалося 73 дворових господарства, за Географічним словником Королівства Польського, в селі проживало 635 мешканців.
Наприкінці 19 століття в селі проживало 795 осіб, з них 396 чоловіків та 399 жінок, дворів — 158.
Відповідно до результатів перепису населення Російської імперії 1897 року, загальна кількість мешканців села становила 949 осіб, з них: православних — 881, чоловіків — 463, жінок — 486.
На початок 1970-х років село мало 349 дворів із населенням 1 200 осіб.
Відповідно до результатів перепису населення СРСР, кількість населення, станом на 12 січня 1989 року, становила 824 особи. Станом на 5 грудня 2001 року, відповідно до перепису населення України, кількість мешканців села становила 653 особи.

## Історія
Село виникло у 1606 році. Селяни брали участь у визвольній війні 1648—54 років. Наприкінці 16 — початку 17 століть селом володіли Лемеші. У 1618 році власником села був Василь Тиша-Биковський, батько Федора Тиші-Биковського — тоді село зазнавало грабунків від організованих загонів гультяїв. Від 1618 року претензії на володіння селом претендували Іван Головня, його сестра Полонія Давидовська, крім них Василь, Олександр та інші Тиша-Биковські. У 1628 році село, разом із Корчовим, Федорівкою, Стовпнями та Добринем, належало Якову Лемешу.
Згадується у люстрації Київського воєводства 1754 року як село, що було у посесії Вигури, який платив з 14 халуп 2 злотих і 5 грошів до замку та 8 злотих і 20 грошів до скарбу. У 1784 році селом також володів овруцький земський писар Венедикт Вигура. У 1831 році належало до власности Станіслава Галецького, від якого Видибор з Коростилівкою й Слобідкою конфісковано до казни через участь у повстанні. У 1784 році вже була дерев'яна церква, час будівництва якої невідомий, про що зазначено у візитації Радомисльського деканату.
У середині 19 століття — село Радомисльського повіту Київської губернії, за 30 верст від Радомисля, за 2 версти від кордону з Волинською губернією. Лежало в низовині з піщано-глинистим помірно родючим ґрунтом, оточене борами та дрібним лісом. У 1864 році відреставровано церкву та дзвіницю. До парафії належали села Коростилівка (2 версти), Свидя (1 верста), Жадьки (6 верст) та Осівка (12 верст). Селянам, у кількості 177 ревізьких душ, наділено 1 294 десятини землі зі сплатою 943 руб. та 75 коп. щороку.
За довідником 1885 року — колишнє власницьке село Горбулівської волості Радомисльського повіту Київської губернії. Були церковна парафія, заїзд, лавка.
Наприкінці 19 століття — державне село Потіївської волості Радомисльського повіту Київської губернії. Відстань до повітового центру, м. Радомисль, де розміщувалася також найближча поштово-телеграфна станція — 25 верст, до найближчої залізничної станції Житомир — 33 версти, поштової земської станції в Облітках — 18 верст. Основним заняттям мешканців було хліборобство. У селі числилося 2 101 десятина землі, з них селянам належало 1 324 десятини, іншим прошаркам населення 725 десятин, церкві — 52 десятини. Господарство велося за трипільною системою. В селі були православна церква, церковно-парафіяльна школа, 3 водяні млини, кузня, хлібна комора. Пожежний обоз складався з 3 бочок та 4 багрів.
У 1923 році увійшло до складу новоствореної Видиборської сільської ради, яка, 7 березня 1923 року, включена до складу новоутвореного Потіївського району Малинської округи; адміністративний центр ради.
На фронтах Другої світової війни воювали 220 селян, з них 93 загинуло, 157 нагороджено орденами й медалями. На їх честь на братській могилі встановлено пам'ятник.
В радянські часи у селі розміщувалася центральна садиба колгоспу, який обробляв 3 800 га земель, з яких 3 200 га — рілля. Напрямок: льонарсько-картоплярський з хмелярством та м'ясо-молочним тваринництвом, мало допоміжні підприємства — млин та пилораму.
В селі були середня школа, будинок культури, 2 бібліотеки, фельдшерсько-акушерський пункт, поштове відділення, 2 сільмаги, 2 майстерні побутового обслуговування, дитячий садок-ясла. За трудові досягнення 103 селян нагороджені орденами й медалями СРСР.
21 січня 1959 року, відповідно до рішення Житомирського облвиконкому № 36 «Про виконання Указу Президії Верховної Ради Української РСР від 21 січня 1959 року про ліквідацію Базарського і Потіївського районів Житомирської області», село, в складі сільської ради, передане до Черняхівського району Житомирської області.
12 червня 2020 року, відповідно до розпорядження Кабінету Міністрів України № 711-р «Про визначення адміністративних центрів та затвердження територій територіальних громад Житомирської області», територію та населені пункти Видиборської сільської ради включено до складу Черняхівської селищної територіальної громади Житомирського району Житомирської області.

## Відомі люди
- Гербеда Ніна Оксенівна (нар. 1953) — депутат Верховної Ради УРСР 10-го та 11-го скликань.
- Когут Василь Іванович (нар. 1946) — освітянин, радянський партійний та український профспілковий діяч[11].